# ملعب الكومنولث
ملعب الكومنولث هو ملعب متعدد الاستخدام يقع في مدينة أدمونتون الكندية. غالبا ما يتم استخدامه لمباريات كرة القدم الكندية. يسع الملعب لجلوس 60,081 متفرج. يعتبر الملعب الرسمي الذي يخوض فيه نادي إدمونتون إسكيموس مبارياته. تم افتتاح الملعب في سنة 1978 ثم تم تجديده في سنة 2001.